# ジークフリート・ケーラー
ジークフリート・ケーラー（Siegfried Köhler, 1923年7月30日 - 2017年9月12日）は、ドイツの指揮者、作曲家。
フライブルク・イム・ブライスガウの生まれ。フライブルク音楽大学でハープを専攻し、卒業後は地元の市立劇場でハープ奏者を務める傍らで打楽器奏者や合唱指揮者を兼務した。1957年からケルン歌劇場の指揮者となり、1962年から同歌劇場の音楽副監督となった。1964年からザールラント州立歌劇場の音楽総監督となり、ザール音楽大学でも教鞭をとるようになった。1974年からヴィースバーデン州立歌劇場の音楽監督に転出し、1988年までその任にあった。1992年から2005年まではストックホルム王立歌劇場の音楽監督を歴任。
ヴィースバーデンにて没。